# Poissy Basket Association
Actualités
Poissy Basket Association est un club français de basket-ball évoluant en championnat de Nationale 1 pour la saison 2023-2024. Le club a connu l'élite du championnat de France sous les noms de Poissy-Chatou Basket puis de Poissy Yvelines Basket. Le club est basé dans la ville de Poissy, mais puise son histoire également dans celle de Chatou.

## Histoire

L'un des anciens logos du club.

Le club a connu la Pro B entre 1994 et 2001, et la NM1 jusqu'en 2005-06.
Le 29 juin 2007, lors d'un Conseil Municipal, la liquidation du club a été votée à l'unanimité. Quelques instants après, le même Conseil Municipal a voté toujours à l'unanimité la création d'un nouveau club de basket, Poissy Basket Association, en lui octroyant une subvention de 90 000 euros.
Le club devient alors le Poissy Basket Association et repart à un niveau régional, avant de retrouver la Nationale 3.
L'équipe accède au championnat NM2 en 2015.
Lors de la saison 2022-2023, le club termine premier de sa poule avec un bilan de 23 victoires et 3 défaites. Il dispose facilement de Holtzheim Vogesia en quart de finale de playoffs et valide ainsi son accession en NM1, mais aussi sa participation au final four de Nationale 2. Poissy est battu en demi-finale par Lons-le-Saunier en fin de rencontre, mais remporte le match pour la troisième place.

## Palmarès
- Champion de France de NM2 en 1989 et 1992
- Champion de France espoirs Pro B en 1995
- Champion de France cadets D2 en 2000

## Entraîneurs successifs
- 1986 - 1990 :  Alain Weisz
- 1994 - 1999 :  Sylvain Lautié
- 1999 - 2001 :  Philippe Ruivet
- mars 2001-juillet 2001 :  Vincent Lavandier
- 2001 - 2006 :  Jean-Paul Rebatet
- 2006 - 2009 :  Denis Charbonneau
- 2010 - 2012 :  Anthony Tomba
- 2013 - 2017 :  Alexandre Mekdoud
- 2017 - 2019 :  Benoit Minutoli
- 2019 - 2021 :  Gautier Duval

## Joueurs - célèbres ou marquants
- Thierry Rupert
- Angelo Tsagarakis (champion de France Pro B 2013-2014) [Équipe de France 3x3]
- Maurice Beyina
- JD Jackson
- Philippe Hervé
- David Condouant
- Derek Durham
- Tyrone Davis (MVP Pro B 1999-2000)
- Joey Vickery
- Franck Tchiloemba
- Gregory Morizeau
- Thomas Andrieux
- Sami Ameziane
- Marcus Gaither
- Elliott De Wit

## Joueurs formés
- Abdel Raho
- Angelo Tsagarakis
- Ali Traore
- Kevin Mendy
- Christopher Cologer
- Ali Sall
- Alexandre Charron
- Diamory Diakité
- Raphaël Desroses
- Philippe Da Silva
- Thierry Rupert
- Boubacar Sylla
- Mamoudou Sy
- Modibo Niakaté
- Mamady Maccalou
- Tony Ramphort
- Mory Correa